# Anisotome lanuginosa
Anisotome lanuginosa är en flockblommig växtart som först beskrevs av Thomas Kirk, och fick sitt nu gällande namn av J.W.Dawson. Anisotome lanuginosa ingår i släktet Anisotome och familjen flockblommiga växter. Inga underarter finns listade i Catalogue of Life.